# Кисіль Володимир Карпович
Володи́мир Ка́рпович Кисі́ль (*1 лютого 1946, Григорівка, Київська область — †30 травня 2009) — український спортсмен та громадський діяч. Майстер спорту з класичної боротьби, Заслужений тренер України, президент Всеукраїнської федерації греко-римської боротьби, співпрезидент Асоціації спортивної боротьби України, член Національного олімпійського комітету України. Кримінальний авторитет (клички «Дід», «Кисіль», «Карпович»).

## Життєпис
Народився 1 лютого 1946 року в селі Григорівці Обухівського району Київської області. Закінчив секцію вільної боротьби Київського інституту фізкультури.
20 листопада 1981 року Дарницький районний суд Києва засудив Киселя за грабіж на 4 роки позбавлення волі. На зоні трудився на посаді завгоспа. Після повернення на свободу зайнявся шахрайством картярством. На початку 1990-х створив і очолив одне з найвпливовіших злочинних угрупувань Києва. Спеціалізація: грабежі, розбійні напади, здирства, контрабанда, незаконні операції з валютою. Надалі — активна легалізація бізнесу.
Через підконтрольні комерційні структури Кисіль вклав значні суми в «Нафтогаз України». Восени 1997 року Управління по боротьбі з оргзлочинністю УМВС Києва затримало Киселя, помістивши його в ізолятор тимчасового затримання. Ігор Бакай виділив мільйон доларів на визволення подільника. Посередницькі функції при звільненні Киселю виконував Олександр Пресман.
Інтереси «Діда» зачіпали і вельми серйозні сфери української економіки в практично всіх регіонах України. Серед них — метал, гірничо-збагачувальні комбінати, міжнародні автомобільні перевезення, контрабанда автомобілів, сфера послуг, розважальний і гральний бізнес і багато що іншого.
Значна частина нинішніх процвітаючих українських бізнесменів, багато хто з яких сьогодні є, чи були, народними депутатами України, у минулому були під «дахом» Киселя. Багато нинішніх українських політиків і бізнесмени буквально стояли в черзі, щоб засвідчити своє шанування «Киселю» і занести «частку». Секрет живучості «Діда» і його бізнесу полягав в тому, що він, на відміну від своїх колишніх «колег» він не обдирав підопічних бізнесменів як «липку», а давав їм розвиватися.
З кубла «Киселя» в самостійні лідери ОЗГ виросли такі фігури як:
- Ткаченко Ігор Анатолійович, 1964 року народження — кличка «Череп»;
- Кононенко Юрій Миколайович — кличка «Конон»;
- Балабкін Сергій Борисович, 1963 року народження — кличка «Балабан»;
- Гешелін Олександр Наумович, 1967 року народження — клички «Геша», «Кіндрат», «Вусатий» (помер від цирозу печінки);
- Сельтов Микола Миколайович, 1966 року народження — кличка «Чорний» (зник безвісти);
- Стащенко Сергій Опанасович, 1963 року народження — кличка «Стас»;
- Олєйніков Сергій Михайлович, 1961 року народження — кличка «Олень».

Могила Володимира Киселя

4 листопада 2003 року на київській вулиці Рейтарській пролунав вибух у авто, де знаходився В. Кисіль. Тоді водій помер на місці, один охоронець втратив ногу, усі інші пасажири залишилися неушкодженими, серед них і В. Кисіль.
Володимир Кисіль обирався депутатом Голосіївської райради, був президентом Федерації греко-римської боротьби України та інше.

## Загибель
Загинув у ніч на 30 травня 2009 у ДТП під містом Козятином Вінницької області. Похований в Києві на території Свято-Покровського монастиря (Голосіївська пустинь).